# 埃戈尔丁
埃戈尔丁是德国巴伐利亚州的一个市镇。总面积37.17平方公里，总人口11905人，其中男性5848人，女性6057人（2011年12月31日），人口密度320人/平方公里。